# Charles King (actor)
Charles King (21 de febrero de 1895 – 7 de mayo de 1957) fue un actor cinematográfico de nacionalidad estadounidense. 
Nacido en Hillsboro, Texas, su nombre completo era Charles Lafayette King Jr. Actuó en más de cuatrocientas producciones entre 1915 y 1953. Según Internet Movie Database, su primera actuación tuvo lugar en El nacimiento de una nación, aunque el dato no está confirmado. 
King falleció en 1957 en Hollywood, California, a causa de una cirrosis hepática. Fue enterrado en el cementerio Oakwood de Whitesboro, Texas.

## Selección de su filmografía
- El nacimiento de una nación (1915)
- Barnum & Ringling, Inc. (1928)
- The Hurricane Express (1932)
- Mississippi (1935)
- The Lawless Nineties (1936)
- Hearts in Bondage (1936)
- The Fighting Deputy (1937)
- Deadwood Dick (1940)
- Billy the Kid in Texas (1940)
- Law of the Range (1941)
- White Eagle (1941)
- Riders of the Rio Grande (1943)
- The Great Mike (1944)
- Brand of the Devil (1944)
- Rustlers' Hideout (1945)
- Brick Bradford (1947)
- Adventures of Sir Galahad (1949)